# Diavolo in corpo
Il diavolo in corpo és una pel·lícula italiana estrenada el 1986 i dirigida per Marco Bellocchio. Fou presentada a la Quinzena de Cineastes al 39è Festival Internacional de Cinema de Canes.
Adaptació de la novel·la de Raymond Radiguet Le Diable au corps, la pel·lícula és protagonitzada per Federico Pitzalis com un estudiant de secundària que s'enamora d'una dona més gran (interpretada per Maruschka Detmers).

## Argument
Una estudiant de secundària italià anomenada Andrea s'enamora de Giulia, una dona més gran que veu fora de la finestra de la seva classe. El promès de Giulia, un esquerrà radical, ha estat empresonat i actualment està jutjat per delictes polítics. Andrea i Giulia es coneixen i inicien una relació sexual, trobant-se al seu apartament. La situació es complica quan la mare del seu promès se n'assabenta i s'enfronta al pare de l'Andrea, un psiquiatre i psicoanalista que en el passat ha tractat la Giulia. El psiquiatre es veu l'objectiu dels avenços sexuals de la Giulia, que ell atribueix a la bogeria. A mesura que es desenvolupa una aventura apassionada entre la Giulia i l'Andrea, l'espectador es preguntarà com de desequilibrada mentalment està realment Giulia, i si també va tenir una aventura amb el pare del nen. La intensitat de la passió entre Giulia i Andrea arriba al clímax. El pare de l'Andrea s'enfronta a ell per l'assumpte, però l'Andrea no fa marxa enrere. El marit de la Giulia surt de la presó. Els darrers deu minuts presenten una conclusió adequada a tota la confusió i la passió acumulada de manera astuta a la pel·lícula.

## Repartiment
- Maruschka Detmers: Giulia
- Federico Pitzalis: Andrea
- Anita Laurenzi: Senyora Pulcini
- Alberto Di Stasio: prof. Raimondi
- Riccardo De Torrebruna: Giacomo Pulcini
- Catherine Diamant: Sra Raimondi
- Anna Orso: Senyora Dozza
- Lidia Broccolino: terrorista
- Stefano Abbati: terrorista
- Claudio Botosso: Don Pisacane
- Alessandro Partexano: professor

## Producció
La pel·lícula es va rodar a Roma durant l'estiu de 1985.
Un dels aspectes més notables de la pel·lícula és una escena estesa (encara que foscament il·luminada) en què el personatge interpretat per Maruschka Detmers fa una fel·lació no simulada (és a dir, real) sobre el personatge interpretat per Federico Pitzalis, per primer cop en una pel·lícula no pornogràfica.
L'escena de sexe oral entre Maruschka Detmers i Federico Pitzalis no formava part del guió. Va ser Massimo Fagioli, un col·laborador de Marco Bellocchio, qui ho va suggerir."

## Recepció crítica
Segons el crític Luigi Paini: "'Diavolo in corpo' és l'última etapa d'una 'història psicològica de la Itàlia contemporània' ideal que Marco Bellocchio ha seguit amb una coherència incontestable des del seu primer llargmetratge, l'inoblidable I pugni in tasca. Dedicat expressament per l'autor al seu propi psiquiatra-psicoterapeuta Massimo Fagioli, les teories del qual en obert contrast amb la psicoanàlisi tradicional són ben conegudes... ». A més, Morando Morandini, en la seva ressenya de la pel·lícula el 24 d'abril de 1986 a Il Giorno va definir la pel·lícula com la "primera pel·lícula sobre Itàlia post-terrorista”.

## Reconeixements
- Ciak d'oro
  - 1987 - Millor fotografia a Giuseppe Lanci[6]